# Daniel Munduruku

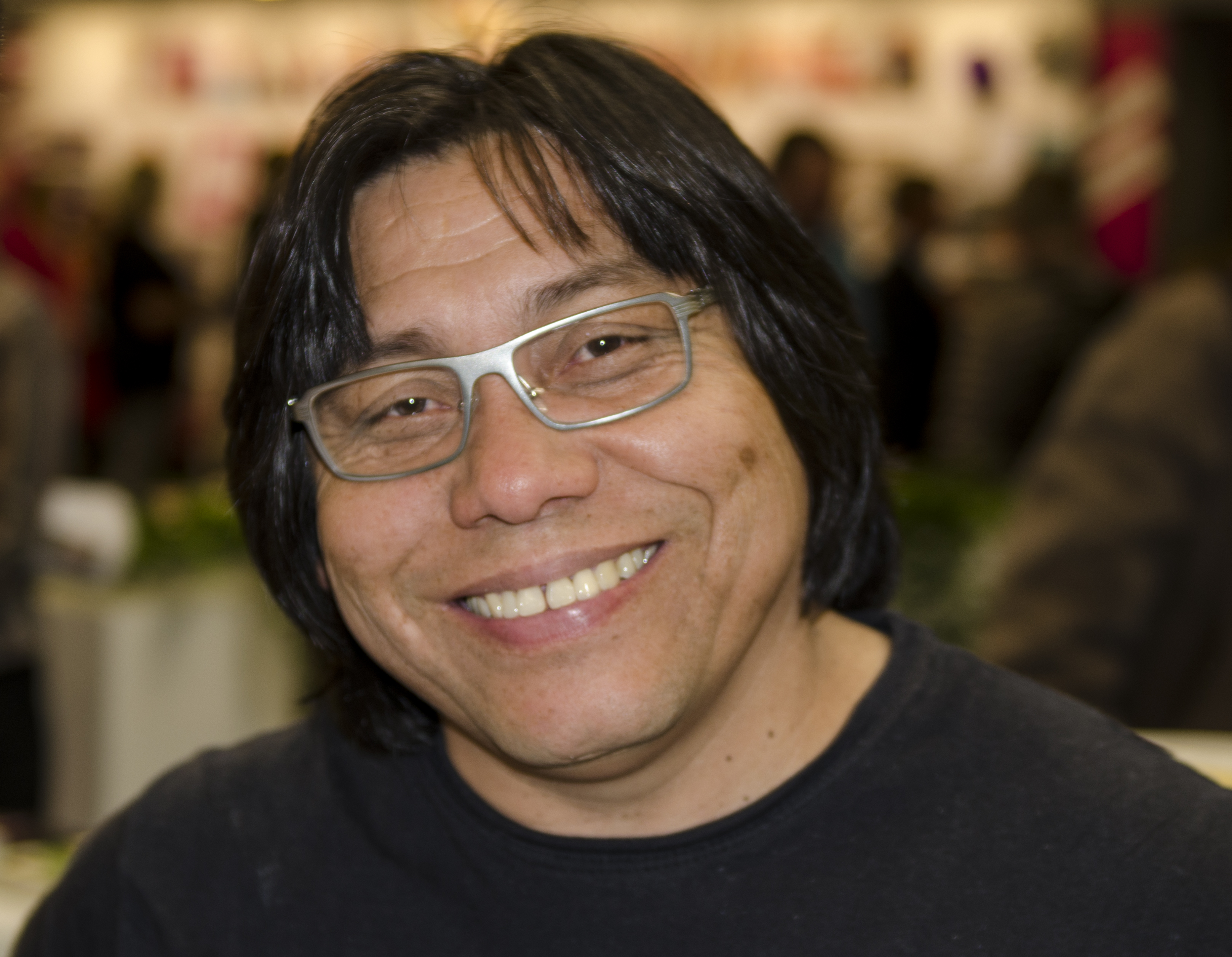
Daniel Munduruku, 2014

Daniel Munduruku Monteiro Costa (* 28. Februar 1964 in Belém, Pará) ist einer der wichtigsten und der im Ausland bekannteste brasilianische Schriftsteller indigener Herkunft. Er gehört zum indigenen Volk der Munduruku.

## Leben
Munduruku ist Absolvent der Philosophie, Geschichte und Psychologie, verfügt über einen Master-Abschluss in Kulturanthropologie der Universidade de São Paulo und den Doktorgrad der Erziehungswissenschaft der Universidade de São Paulo. Außer als Schriftsteller arbeitet er als Lehrer und ist federführend an vielen Organisationen beteiligt, die sich um die Kultur und Literatur der Indigenen Brasiliens bemühen.
Munduruku ist Präsident des Instituto Indígena Brasileiro da Propriedade Intelectual und Direktor des Instituto Uk'a - a casa dos saberes ancestrais. Er ist Berater des Museu do Índio in Rio de Janeiro und unterrichtet auch dort. 2010 war er an der Organisation der Ersten Indigenen Buchmesse in Cuiabá im brasilianischen Bundesstaat Mato Grosso beteiligt. Das Goethe-Institut lud ihn sogar nach Afrika ein.

## Schriftstellerisches Schaffen
Munduruku hat bis jetzt über 50 Bücher veröffentlicht. Viele davon sind im Bereich Kinder- und Jugendliteratur angesiedelt. Er sammelt die alten Mythen der indigenen Völker und beschreibt ihr Leben. In Tempo de Historias schreibt er über seine Arbeit als Lehrer, Coisas do Indio ist eine Enzyklopädie über alles, was das Leben der Indigenen ausmacht. Das Buch gibt es auch in einer Version für Kinder. Er ist Mitglied der Academia de Letras de Lorena. Auch war er einer der 70 Schriftsteller, die den Ehrengast Brasilien auf der Internationalen Buchmesse 2013 in Frankfurt vertraten.

## Auszeichnungen
- Lobende Erwähnung beim UNESCO - Preis für Kinder- und Jugendliteratur im Dienst der Toleranz.[3]
- Preis der nationalen Jugendbuchstiftung Fundação Nacional para o Livro Infantil e Juvenil (FNLIJ) im Jahr 2005.[4]
- Prêmio Jabuti de Literatura (Jabuti-Literaturpreis) im Jahr 2004.[5]
- Prêmio de Literatura Infanto-Juvenil der Academia Brasileira de Letras, Rio de Janeiro, im Jahr 2008 für O olho bom do menino.[6]
- Preis Érico Vanucci Mendes, do Conselho Nacional de Desenvolvimento Científico e Tecnológico.[3]

## Werke
- A primeira estrela que vejo é a estrela do meu desejo e outras histórias indígenas de amor.
- Você lembra, pai? Global Editora, 2005, ISBN 85-260-0805-6.
- Sabedoria das águas. Global Editora, 2004, ISBN 85-260-0894-3.
- Contos indígenas brasileiros. Global Editora, 2005, ISBN 85-260-0936-2.
- Parece que foi ontem.
- Outras tantas histórias indígenas de origem das coisas e do universo. Global Editora, 2008, ISBN 978-85-260-1256-1.
- A caveira-rolante, a mulher-lesma e outras histórias indígenas de assustar. Global Editora, ISBN 85-260-1389-0.
- O banquete dos deuses. 2000, Editora Angra, ISBN 85-85969-15-6.
- A velha árvore. Editora Salesiana, 2002, ISBN 85-7547-041-8.
- As peripécias do jabuti. Mercuryo Jovem, 2007, ISBN 978-85-7272-228-5.
- As serpentes que roubaram a noite. 2001, Peiropolis, ISBN 85-85663-58-8.
- Caçadores de aventuras. CARAMELO, ISBN 978-85-7340-469-2.
- Catando piolhos contando histórias. Brinque-Book, 2006, ISBN 85-7412-145-2.
- Coisas de índio. 2000, Callis Editora,
- Crônicas de São Paulo. Callis Editora, 2011, ISBN 978-85-7416-608-7.
- O diário de Kaxi. Editora Salesiana, 2001, ISBN 85-87997-57-2.
- Um estranho sonho de futuro. FTD, 2004, ISBN 85-322-5223-0.
- Os filhos do sangue do céu. Landy Editora, 2005.
- Histórias de índio. Companhia das Letrinhas, 1997.
- Histórias que eu ouvi e gosto de contar. 2004, Callis Editora, ISBN 85-7416-226-4.
- Histórias que eu vivi e gosto de contar. Callis Editora.
- Kabá Darebü.
- Meu vô Apolinário. 2001, Studio Nobel, ISBN 85-85445-95-5.
- O homem que roubava horas.
- O olho bom do menino. Brinque-Book, 2007, ISBN 978-85-7412-209-0.
- O onça
- O segredo da chuva. Ed. Ática, 2006, ISBN 85-08-08744-6.
- O sinal do pajé. 2003, Peiropolis, ISBN 85-7596-006-7.
- O sumiço da noite. 2006, Caramelo, ISBN 85-7340-505-8.
- Parece que foi ontem.
- Sobre piolhos e outros afagos.
- Tempo de histórias. Ed. Moderna, 2005, ISBN 85-16-04762-8.
- O sonho que não parecia sonho. Caramelo livros educativos, 2007, ISBN 978-85-7340-523-1.
- Uma aventura na Amazônia. Caramelo, ISBN 978-85-7340-578-1.